# Oostduinkerke-Bad
Oostduinkerke-Bad is een badplaats in Oostduinkerke in de Belgische gemeente Koksijde. De badplaats ligt aan de Belgische Kust, twee kilometer ten noorden van het oude dorpscentrum van Oostduinkerke. De bebouwing loopt tegenwoordig door tussen het dorp en Oostduinkerke-Bad.
Ten westen ligt de badplaats Sint-André en ten oosten liggen de badplaatsen Duinpark en Groenendijk-Bad. De badplaats wordt ingesloten door een tweetal natuurgebieden: de Duinen van Ter Yde, Hannecartbos en Oostvoorduinen in het oosten, en de Doornpanne en Schipgatduinen in het westen. In Oostduinkerke-Bad vindt men vele appartementsgebouwen langs de kust, waaronder Résidence Twenty-One (1961), het hoogste appartementsgebouw aan de Belgische kust.

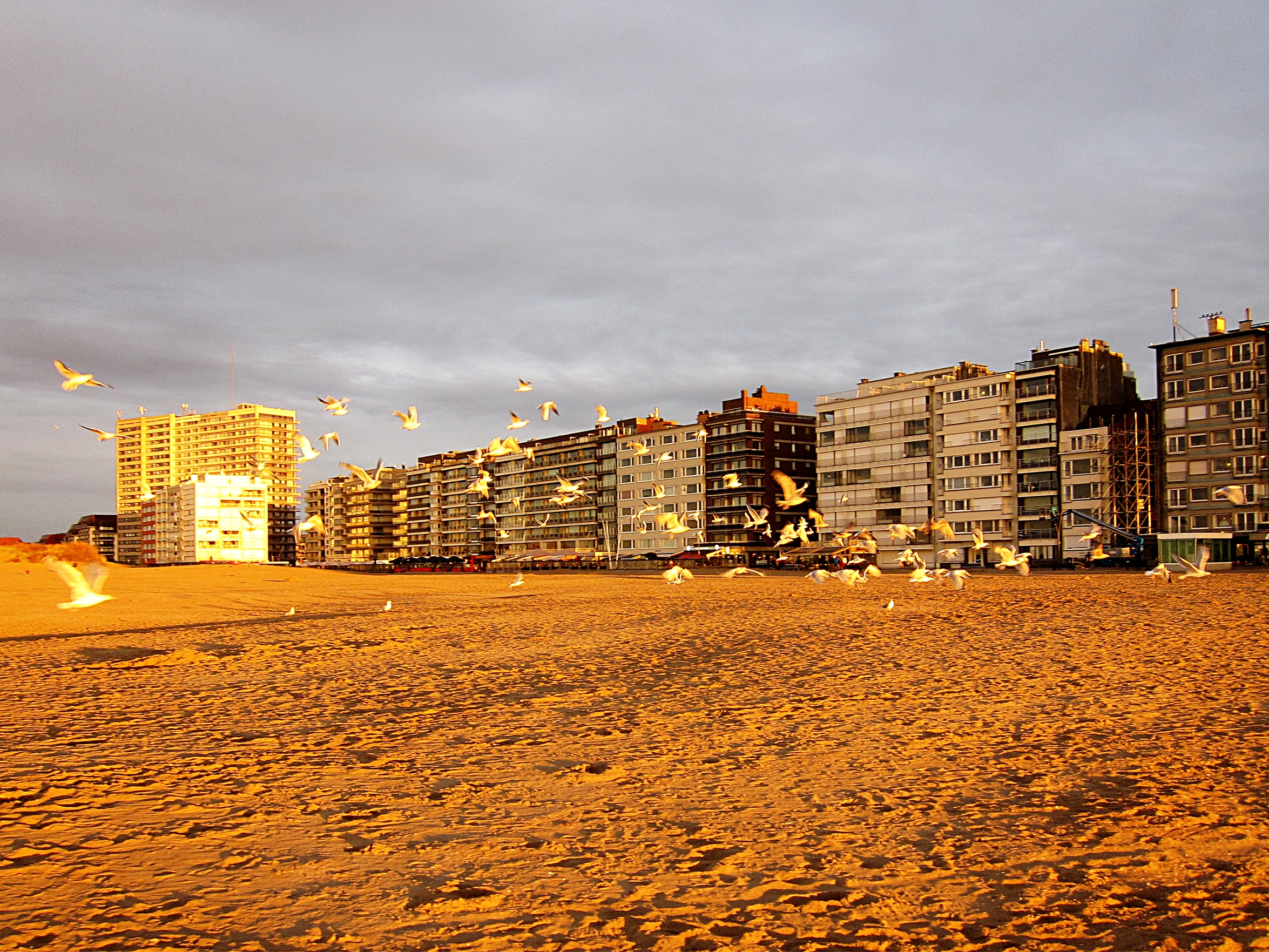
Oostduinkerke-Bad en strand

## Geschiedenis
De badplaats ontstond nadat in 1876-1878 de Zeelaan (tegenwoordig: Leopold II-laan) van Oostduinkerke naar zee was aangelegd. Het Sint-Idesbaldus-Estaminet werd geopend, waar vissers, kunstenaars, strandjutters en dergelijken bijeenkwamen. In 1897 werd het eerste hotel (Grand Hôtel) geopend en spoedig volgden er meer. Na 1900 werd de visserij min of meer door het opkomende toerisme verdrongen. Voor diverse kunstenaars, waaronder Rainer Maria Rilke, vormde deze plaats een inspiratiebron.
In 1926 werd de NMVB-kusttram aangelegd als stoomtramlijn van Nieuwpoort naar De Panne. In 1929 werd dit de elektrische lijn 1 naar Oostende. In moderne vorm is dat nu de huidige Kusttramlijn. In 1930 ging de elektrische lijn 9 tussen Oostduinkerke-Bad en Veurne rijden. Tijdens de Tweede Wereldoorlog werd de Zeedijk afgesloten. In 1941 werden lijn 7, 9 en de stoomtram naar Nieuwpoort en Veurne door de bezetter opgeheven. Na de oorlog keerden zij niet terug.

## Bezienswaardigheden
- Villa Belvédère, vakantiehuis uit 1923-1924, beschermd als monument
- Het Strandaccommodatiegebouw met terras, uit de jaren 1950, beschermd als monument
- Burgerhuis La Coursive aan de zeedijk, uit 1899, beschermd als monument

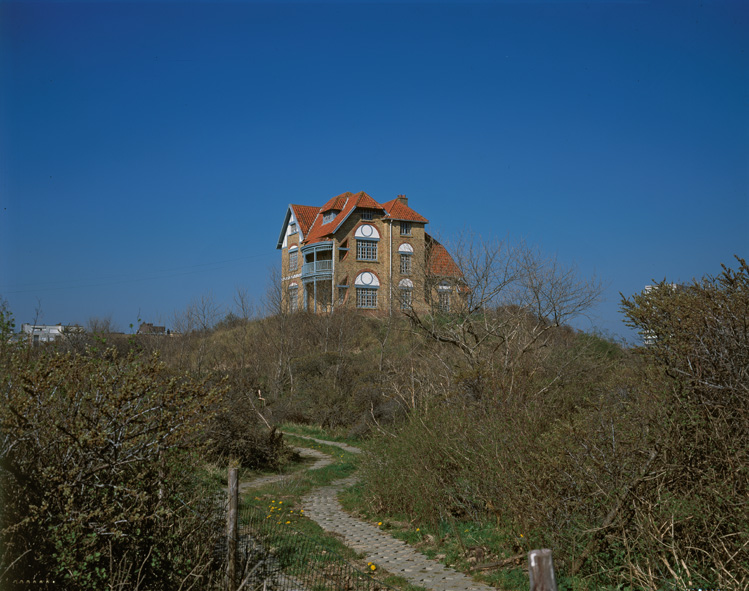
Villa Belvédère
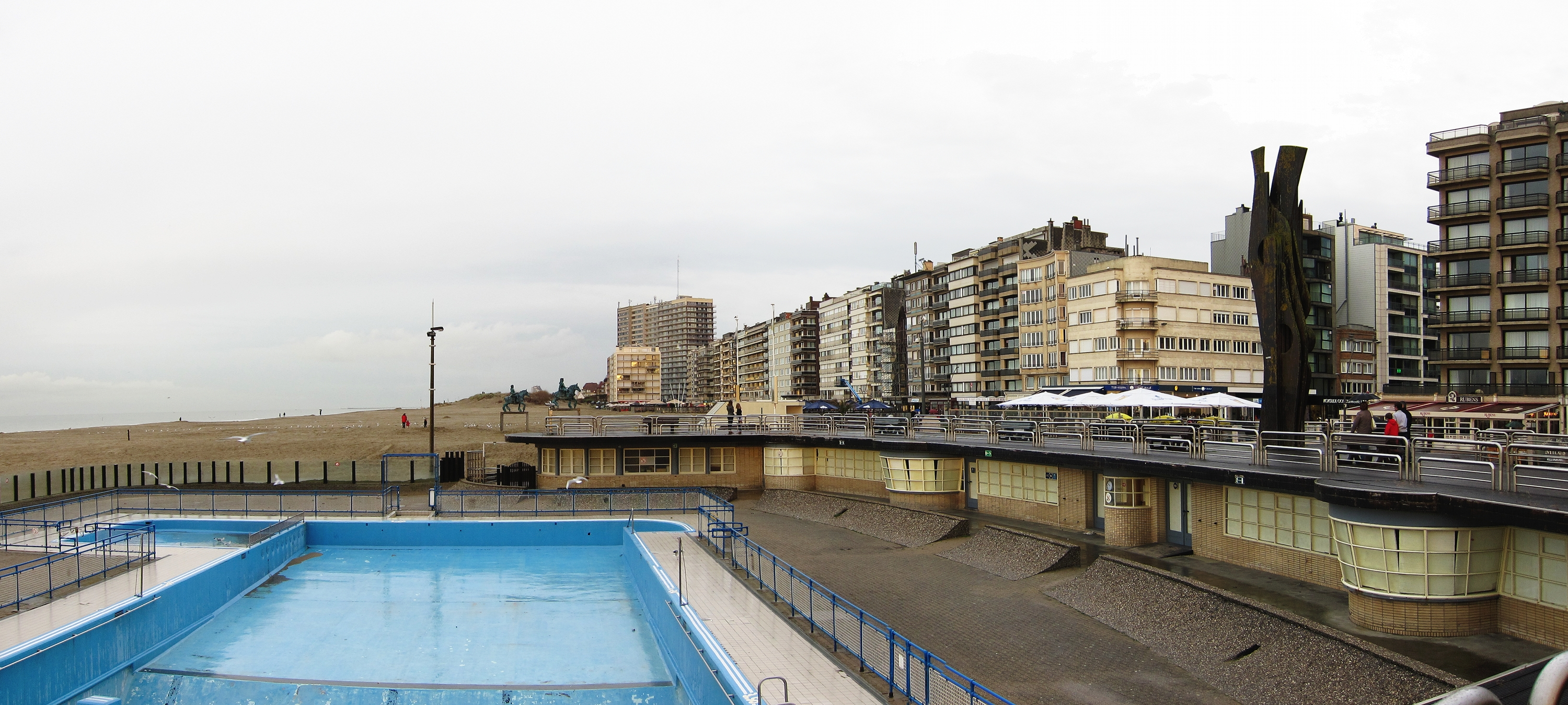
Strandaccommodatiegebouw
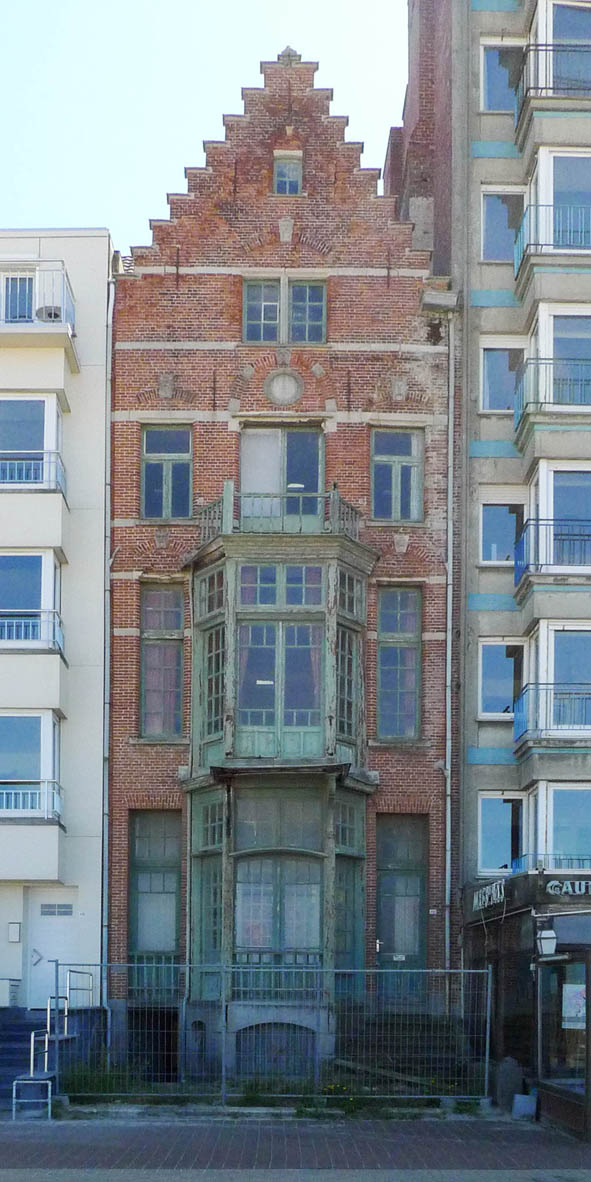
Burgerhuis La Coursive

## Verkeer en vervoer
Naast de Kusttram is Oostduinkerke-Bad ook bereikbaar met buslijn 61, die tussen Veurne en Groenendijk rijdt. Tot minstens 2002 was dit lijn 769.
In de jaren '80 was er ook buslijn 23, van/naar Veurne. Administratief was dit lijn 774, en lijn 22 naar Koksijde viel daar ook onder.
Door Oostduinkerke-Bad loopt de Koninklijke Baan (N34, hier Albert I Laan). De N330 (Leopold II Laan) verbindt de badplaats met het dorp van Oostduinkerke en het binnenland.

## Nabijgelegen kernen
Koksijde-Bad, Oostduinkerke, Nieuwpoort-Bad
Deelgemeenten: Koksijde · Oostduinkerke · Wulpen

Overige plaatsen: Groenendijk · Koksijde-Bad · Oostduinkerke-Bad · Sint-André · Sint-Idesbald

Belgische gemeenten · Arrondissement Veurne · West-Vlaanderen · Vlaanderen